# 아바르트

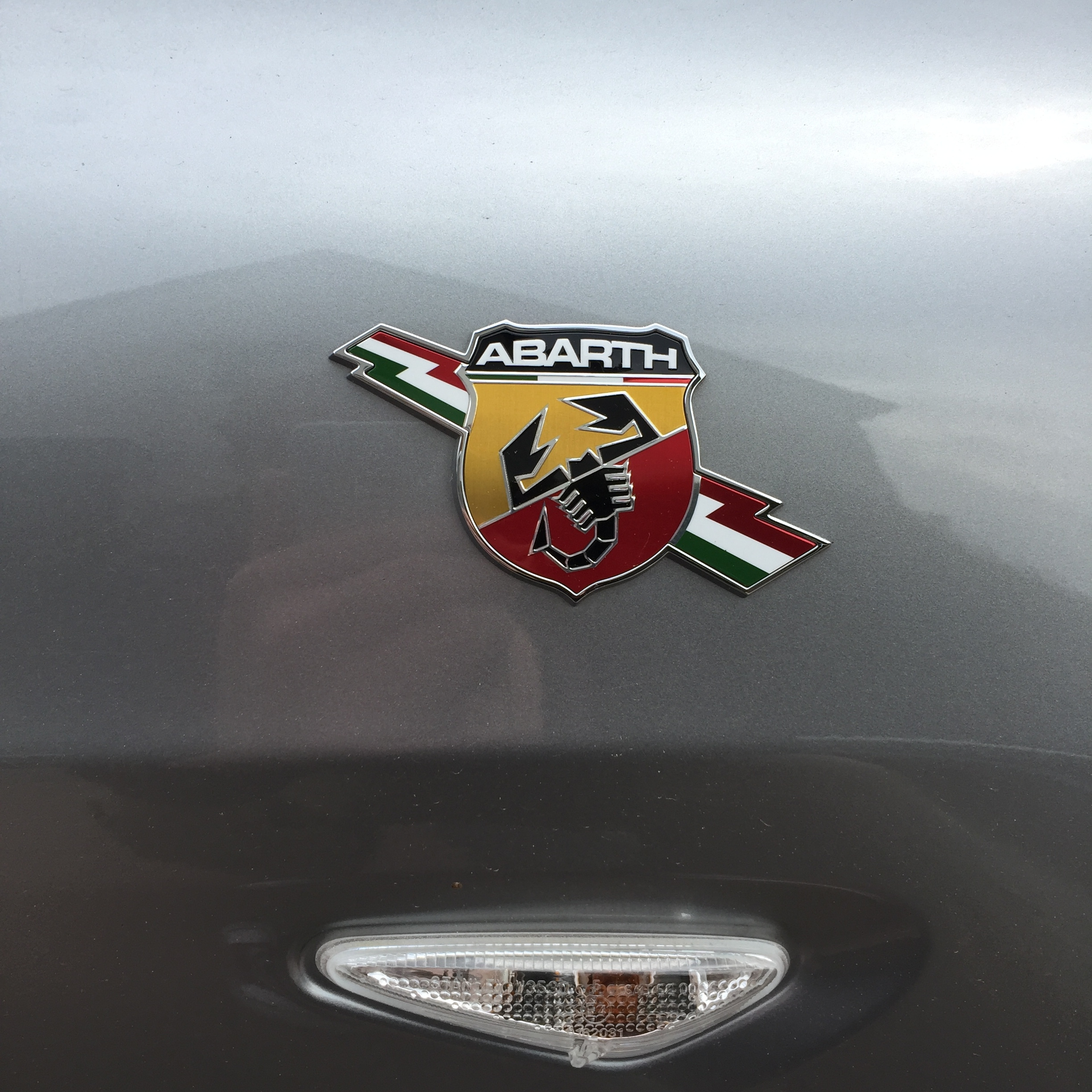

아바르트(Abarth)는 1949년 볼로냐에서 카를로 아바르트와 구이도 스칼리아리니가 설립한 이탈리아의 경주차, 로드카 제조사이다. 로고는 전갈이 있는 방패 모양이며 배경은 노란색과 빨간색을 두었다. 아바르트는 스텔란티스의 자회사이다.